# Program LOOP
Program LOOP – jedno z narzędzi teorii obliczalności służące do ustanowienia, czy dana funkcja jest obliczalna.

## Cechy
- Programy LOOP jako model są znacznie ograniczone w możliwościach przedstawiania funkcji. (zobacz: składnia)
- Liczba funkcji obliczalnych za pomocą LOOP jest mniejsza niż liczba funkcji obliczalnych za pomocą maszyny Turinga. Przykładem funkcji obliczalnej za pomocą maszyny Turinga, a której nie da się przedstawić za pomocą LOOP jest funkcja Ackermanna.
- Programy LOOP przedstawiają funkcje totalne.

## Formalna definicja

### Składnia
Programy LOOP składają się z symboli: LOOP, DO, END, +, -, :=, ; oraz dowolnej liczby zmiennych i stałych, przy czym stałe są elementami zbioru liczb naturalnych.
Program P jest syntaktycznie zdefiniowany w notacji BNF jako:
{\displaystyle {\begin{array}{lrl}P&::=&x_{i}:=x_{j}+c\\&|&x_{i}:=x_{j}-c\\&|&P_{1};P_{2}\\&|&\mathrm {LOOP} \,x_{i}\,\mathrm {DO} \,P\,\mathrm {END} \end{array}}}
gdzie:
- {\displaystyle c} – stała,
- {\displaystyle x_{i},} {\displaystyle x_{j}} – zmienne,
- {\displaystyle P_{1},} {\displaystyle P_{2}} – programy LOOP.

### Semantyka
Wszystkie użyte w danym programie zmienne zostają zainicjalizowane przed wykonaniem programu. Zmienne nie zainicjalizowane bezpośrednio otrzymują domyślną wartość 0.
Wyrażenie postaci
```
 x
i
 := x
j
 + c
```

oznacza przyznanie zmiennej {\displaystyle x_{i}} wartości otrzymanej poprzez dodanie zmiennej {\displaystyle x_{j}} i stałej {\displaystyle c.} Specjalnym przypadkiem jest tutaj sytuacja, gdzie wartość stałej {\displaystyle c} jest równa zeru. Wtedy wartość zmiennej {\displaystyle x_{j}} zostaje bezpośrednio przyznana zmiennej {\displaystyle x_{i}{:}}
```
 x
i
 := x
j
 + 0
```

Wyrażenie postaci
```
 x
i
 := x
j
 - c
```

oznacza przyznanie zmiennej {\displaystyle x_{i}} wartości otrzymanej poprzez odjęcie stałej {\displaystyle c} od zmiennej {\displaystyle x_{j},} w przypadku gdy wartość stałej jest wyższa niż wartość zmiennej wynikiem odejmowania jest 0.
Kompozycja dwóch programów LOOP ma postać
```
 

  

    

      

        

          
P

          

            
1

          

        

        
;

      

    

    
{\displaystyle P_{1};}

  

 

  

    

      

        

          
P

          

            
2

          

        

      

    

    
{\displaystyle P_{2}}

  

```

i oznacza, że program {\displaystyle P_{1}} zostanie wykonany przed programem {\displaystyle P_{2}.}
Pętla LOOP ma postać
```
 LOOP 

  

    

      

        

          
x

          

            
i

          

        

      

    

    
{\displaystyle x_{i}}

  

 DO 

  

    

      

        
P

      

    

    
{\displaystyle P}

  

 END
```

przy czym liczba przebiegów programu jest z góry ustalona w zmiennej {\displaystyle x_{i}} i nie ulega zmianie w trakcie wykonywania programu.

## Przykładowe implementacje

### Dodawanie
Następujący program LOOP przyznaje zmiennej x0 sumę zmiennych x1 i x2:
```
 x
0
 := x
1
 + 0;
 LOOP 

  

    

      

        

          
x

          

            
2

          

        

      

    

    
{\displaystyle x_{2}}

  

 DO
      

  

    

      

        

          
x

          

            
1

          

        

      

    

    
{\displaystyle x_{1}}

  

 := 

  

    

      

        

          
x

          

            
1

          

        

      

    

    
{\displaystyle x_{1}}

  

 + 1
 END
```

### Mnożenie
W symulacji mnożenia x0 := x1 * x2 można posłużyć się powyżej podaną operacją dodawania:
```
 x
0
 := 0;
 LOOP 

  

    

      

        

          
x

          

            
2

          

        

      

    

    
{\displaystyle x_{2}}

  

 DO
      

  

    

      

        

          
x

          

            
0

          

        

      

    

    
{\displaystyle x_{0}}

  

 := 

  

    

      

        

          
x

          

            
0

          

        

      

    

    
{\displaystyle x_{0}}

  

 + 

  

    

      

        

          
x

          

            
1

          

        

      

    

    
{\displaystyle x_{1}}

  

 END
```

### Symulacja instrukcji IF-THEN
Przykładowa instrukcja IF {\displaystyle x_{0}} = 0 THEN {\displaystyle Q} END może zostać przedstawiona jako poniższy program LOOP:
```
 x
1
 := 1;
 LOOP x
0
 DO
      x
1
 := 0
 END;
 LOOP x
1
 DO
      

  

    

      

        
Q

      

    

    
{\displaystyle Q}

  

 END
```

### Funkcja wykładnicza
W symulacji tej funkcji można użyć powyżej podanej operacji mnożenia oraz instrukcji IF-THEN.
Poniższy program oblicza WYKŁ(x1, x2) = {\displaystyle x_{2}^{x_{1}},} przy czym wynik obliczenia znajduje się w zmiennej x0:
```
 x
0
 := x
1
 - 1;
 IF x
1
 = 0 THEN x
2
 := 1 END;
 LOOP x
0
 DO x
2
 := x
2
 * x
2
 END;
 x
0
 := x
2
```

## Symulacja programu LOOP za pomocą Programu WHILE
Każdy program LOOP postaci
```
 LOOP 

  

    

      

        
x

      

    

    
{\displaystyle x}

  

 DO 

  

    

      

        
P

      

    

    
{\displaystyle P}

  

 END
```

może zostać zastąpiony odpowiednim programem WHILE:
```
 y := x + 0;
 WHILE 

  

    

      

        
y

      

    

    
{\displaystyle y}

  

 != 

  

    

      

        
0

      

    

    
{\displaystyle 0}

  

 DO
         

  

    

      

        
y

      

    

    
{\displaystyle y}

  

 := 

  

    

      

        
y

        
−

        
1

        
;

      

    

    
{\displaystyle y-1;}

  

         

  

    

      

        
P

      

    

    
{\displaystyle P}

  

 END
```

pod warunkiem, że zmienna {\displaystyle y} nie występuje w programie {\displaystyle P.}